# Thanh Lâm
	Thanh Lâm		là một xã miền núi thuộc tỉnh Ninh Bình, Việt Nam. Trụ sở xã nằm cách phường Hoa Lư - trung tâm tỉnh lỵ Ninh Bình 19 km về phía Bắc.		
Theo Nghị quyết số 1674/NQ-UBTVQH15 ngày 16/6/2025 về sắp xếp các đơn vị hành chính cấp xã của tỉnh Ninh Bình năm 2025, 	sắp xếp các xã Thanh Nghị, Thanh Tân và Thanh Hải thành xã mới có tên gọi là xã Thanh Lâm.	
Xã Thanh Lâm	có diện tích:	52,91	km², 	dân số:	29.550	người, mật độ dân số: 	558	người/km². 	
Đây là đơn vị có diện tích xếp thứ:	8	, số dân xếp thứ: 	74	và mật độ dân số xếp thứ: 	120	trong số 129 xã, phường ở Ninh Bình.  
Xã này nằm trên Quốc lộ 1 và cũng là nơi có sông Đáy chảy qua.
1. ↑  Nghị quyết của Quốc hội về sắp xếp các đơn vị hành chính cấp xã của tỉnh Ninh Bình năm 2025